# Alma (Arkansas)
Alma es una ciudad ubicada en el condado de Crawford en el estado estadounidense de Arkansas. En el Censo de 2010 tenía una población de 5419 habitantes y una densidad poblacional de 376 personas por km², haciéndola la sexta ciudad más grande del área metropolitana de Fort Smith. Se la conoce como la Capital mundial de la espinaca.

## Geografía
Alma se encuentra ubicada en las coordenadas 35°28′43″N 94°13′56″O / 35.47861, -94.23222. Según la Oficina del Censo de los Estados Unidos, Alma tiene una superficie total de 14.43 km², de la cual 13.99 km² corresponden a tierra firme y (3.05%) 0.44 km² es agua.
Alma se encuentra entre las montañas Boston y el valle del río Arkansas, por lo que mientras la mayoría de la ciudad se encuentra en un terreno plano, al norte se pueden terrenos montañosos. La ciudad se encuentra rodeada por varios pueblos rurales, incluyendo Rudy (al norte), Dyer y Mulberry (al este) y Kibler (al suroeste).
La ciudad obtiene su reserva de agua del lago Alma, ubicado al noreste. El lago es un embalse que bloquea el Little Frog Bayou. El agua entubada para la ciudad proviene del lago, la cual está contaminada por los niveles de algas. Se puede encontrar otros embalses artificiales en el área.

## Demografía
Según el censo de 2010, había 5419 personas residiendo en Alma. La densidad de población era de 375,64 hab./km². De los 5419 habitantes, Alma estaba compuesto por el 91.4% blancos, el 1.68% eran afroamericanos, el 1.88% eran amerindios, el 0.37% eran asiáticos, el 0.02% eran isleños del Pacífico, el 1.83% eran de otras razas y el 2.82% pertenecían a dos o más razas. Del total de la población el 4.15% eran hispanos o latinos de cualquier raza.

## Transporte
Alma no tiene un aeropuerto y la estación ferroviaria, que se encontraba abandonada, fue derribada a principios de los años 1970. Gran parte del comercio local proviene del tráfico en las autopistas interestatales, ya que tanto la Interestatal 40 y la Interestatal 49 (anteriormente Interestatal 540) como la U.S. Route 64 y la U.S. Route 71 pasan por la ciudad.

## Capital mundial de las espinacas
Alma se autodenomina «capital mundial de las espinacas». Esta designación obedece a que en el término municipal se encuentra la planta de envasado de espinacas de la empresa Allen Canning Company. La ciudad tiene varios puntos de referencia y eventos que conmemoran su relación con la verdura en cuestión. Por ejemplo, existen dos estatuas de Popeye, ambas en el centro. El Ayuntamiento encargó en 2007 una estatua de bronce del personaje para colocarla en un nuevo parque, al tiempo que restauró y trasladó la estatua original.  Los depósitos de agua, que destacan de modo prominente sobre el lago Alma, están pintados de verde y uno de ellos muestra la etiqueta de una lata de espinacas marca "Popeye". Los depósitos son conocidos como "las latas de espinacas más grandes del mundo". La ciudad celebra también cada mes de abril un Festival de las Espinacas.

## Residentes y nativos notables
- Kiley Dean, cantante de R&B.
- Bradley Hathaway, poeta y músico folclórico.